# آن ويبر
آن ويبر (بالألمانية: Anne Weber)‏ هي كاتِبة ومترجمة ومؤدية وممثلة ألمانية، ولدت في 13 نوفمبر 1964 بأوفنباخ أم ماين في ألمانيا. من الجوائز التي نالتها Heimito von Doderer-Literaturpreis ‏ سنة 2004 وجائزة يوهان هاينريش فوس للترجمة ‏ سنة 2016 وGerman Literature Fund Grand Prize ‏ سنة 2010.

## جوائز
- Heimito von Doderer-Literaturpreis [الإنجليزية]‏ (2004)
- جائزة يوهان هاينريش فوس للترجمة [الإنجليزية]‏ (2016)
- German Literature Fund Grand Prize [الإنجليزية]‏ (2010)

## وصلات خارجية
- آن ويبر على موقع IMDb (الإنجليزية)
- آن ويبر على موقع مونزينجر (الألمانية)